# Argumento do conhecimento

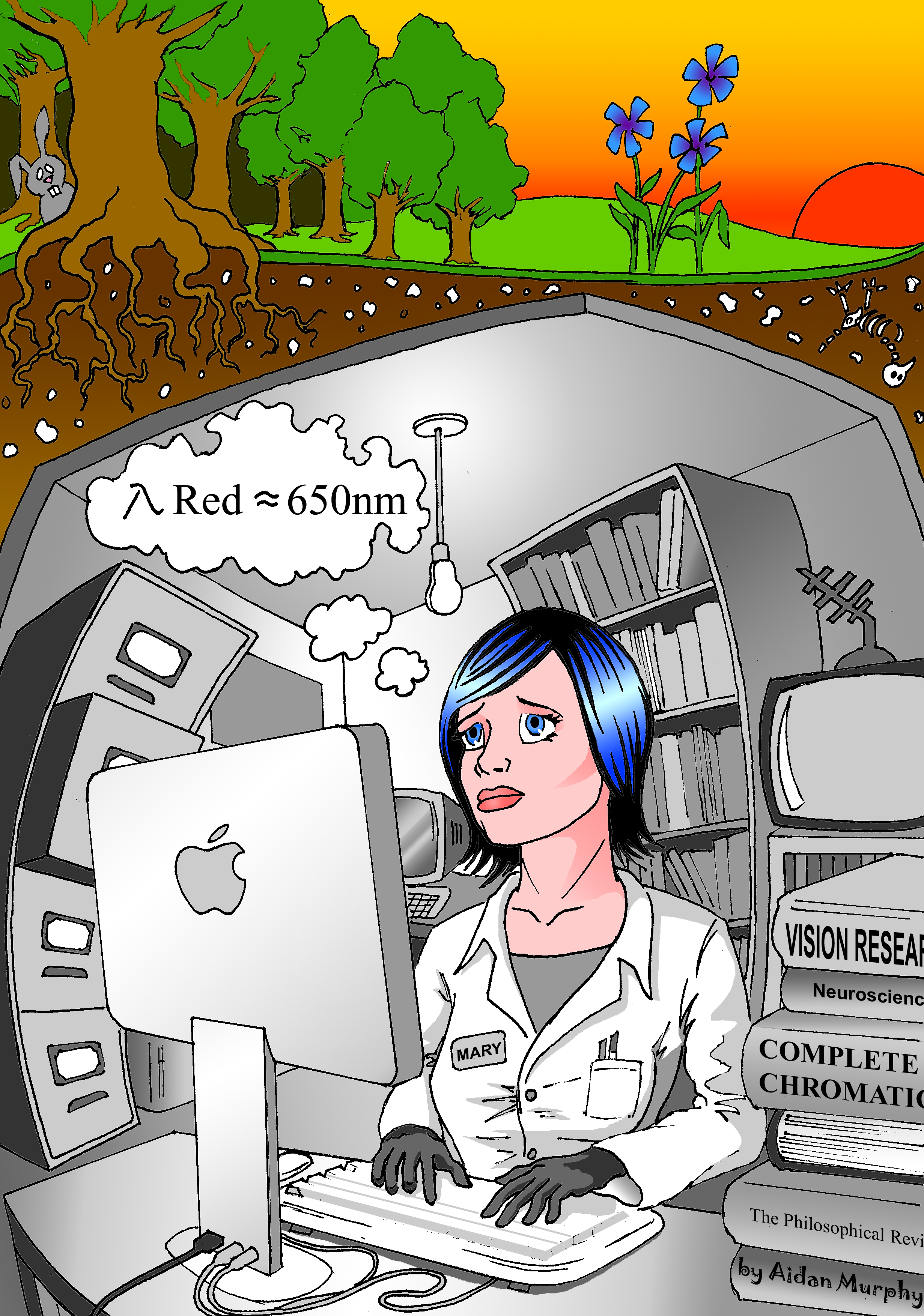
Uma ilustração de Mary em seu quarto feita por Frank Jackson.

O argumento do conhecimento (também conhecido como quarto de Mary ou Mary, a super-cientista) é um experimento mental filosófico proposto por Frank Jackson em seu artigo "Epiphenomenal Qualia" (1982) e estendido em "What Mary Didn't Know" (1986). O experimento pretende argumentar contra o fisicalismo - a visão de que o universo, incluindo tudo o que é mental, é inteiramente físico. O debate que surgiu após a sua publicação tornou-se objeto de um volume editado—There's Something About Mary (2004)—que inclui respostas de filósofos como Daniel Dennett, David Lewis e Paul Churchland.

## Contexto
O Quarto de Mary é um experimento mental que tenta estabelecer que existem propriedades não-físicas e conhecimentos atingíveis que só podem ser descobertos através da experiência consciente. Ele tenta refutar a teoria de que todo conhecimento é conhecimento físico. C. D. Broad, Herbert Feigl e Thomas Nagel, ao longo de um período de cinquenta anos, apresentaram uma visão do assunto, o que levou ao experimento de pensamento proposto por Jackson. Broad faz as seguintes observações, descrevendo um experimento mental em que um arcanjo possua competências matemáticas ilimitadas: 
Ele saberia exatamente qual deve ser a estrutura microscópica da amônia; mas ele seria totalmente incapaz de prever que uma substância com essa estrutura deve cheirar como amônia quando entra no nariz humano. O máximo que ele poderia prever sobre esse assunto seria que certas mudanças ocorressem na membrana mucosa, nos nervos olfativos e assim por diante. Mas ele não poderia saber que essas mudanças seriam acompanhadas pelo aparecimento de um cheiro em geral ou pelo cheiro peculiar de amônia em particular, a menos que alguém lhe dissesse isso ou ele o tivesse sentido por si próprio.
Aproximadamente trinta anos depois, Feigl expressa uma noção semelhante. Ele se preocupa com um marciano, estudando o comportamento humano, mas sem sentimentos humanos. Feigl diz: 
... o marciano estaria carecendo completamente no tipo de imagem e empatia que depende da familiaridade (conhecimento direto) com os tipos de qualia a serem imaginados ou empatizados.
Nagel adota uma abordagem um pouco diferente. Em um esforço para tornar seu argumento mais adaptável e relacionável, ele assume a posição de humanos tentando entender as capacidades de sonar dos morcegos. Mesmo com todo o banco de dados físico na ponta dos dedos, os humanos não seriam capazes de perceber ou entender completamente o sistema de sonar de um morcego, ou seja, como é perceber algo com o sonar de um morcego.

## Experimento mental
O experimento mental foi originalmente proposto por Frank Jackson da seguinte forma: 
Mary é uma brilhante cientista que, por qualquer motivo, é forçada a investigar o mundo através de uma sala em preto e branco por meio de um monitor de televisão em preto e branco. Ela é especialista em neurofisiologia da visão e adquire, suponhamos, todas as informações físicas que há para obter sobre o que acontece quando vemos tomates maduros ou o céu e usamos termos como "vermelho" e "azul", e assim por diante. Ela descobre, por exemplo, exatamente quais combinações de comprimento de onda do céu estimulam a retina e exatamente como isso produz, através do sistema nervoso central, a contração das cordas vocais e a expulsão de ar dos pulmões que resulta na emissão de a frase "O céu é azul". ... O que acontecerá quando Mary for libertada de seu quarto em preto e branco ou receber um monitor de televisão em cores? Aprenderá ela alguma coisa ou não?
Em outras palavras, a Mary de Jackson é uma cientista que sabe tudo o que há para saber sobre a ciência da cor, mas nunca experienciou cor. A pergunta que Jackson levanta é: uma vez que ela experiencia cores, ela aprende algo novo? Jackson afirma que sim.
Há desacordo sobre como resumir as premissas e a conclusão do argumento que Jackson faz neste experimento mental. Paul Churchland o fez assim:
1. Mary sabe tudo o que há para saber sobre os estados cerebrais e suas propriedades.
2. Não é o caso de Mary saber tudo o que há para saber sobre sensações e suas propriedades.
3. Portanto, as sensações e suas propriedades não são as mesmas (≠) que os estados cerebrais e suas propriedades.[5]

No entanto, Jackson objeta que a formulação de Churchland não é o argumento pretendido. Ele discorda especialmente da primeira premissa da formulação de Churchland: "Todo o argumento do conhecimento é que Mary (antes de sua libertação) não sabe tudo o que há para saber sobre estados cerebrais e suas propriedades, porque ela não conhece certos qualia associados a eles. O que está completo, de acordo com o argumento, é o conhecimento dela sobre assuntos físicos." Ele sugere sua interpretação preferida:
1. Mary (antes de sua libertação) sabe tudo o que há de físico sobre outras pessoas.
2. Mary (antes de sua libertação) não sabe tudo o que há para saber sobre outras pessoas (porque ela aprende algo sobre elas em sua libertação).
3. Portanto, existem verdades sobre outras pessoas (e ela mesma) que escapam da história fisicalista.[6]

A maioria dos autores que discutem o argumento do conhecimento cita o caso de Mary, mas Frank Jackson usou outro exemplo em seu artigo seminal: o caso de uma pessoa, Fred, que vê uma cor desconhecida pelos observadores humanos normais.

## Implicações
Se Mary aprende algo novo ao experienciar cor tem duas implicações principais: a existência de qualia e o argumento do conhecimento contra o fisicalismo.

### Qualia
Primeiro, se Mary aprende algo novo, isso mostra que os qualia (as propriedades subjetivas e qualitativas das experiências, concebidas como totalmente independentes do comportamento e da disposição) existem. Se Mary ganha alguma coisa depois que ela sai da sala—se ela adquire conhecimento de uma coisa em particular que ela não possuía antes—, esse conhecimento, argumenta Jackson, é o conhecimento do quale de ver vermelho. Portanto, deve-se admitir que os qualia são propriedades reais, uma vez que existe uma diferença entre uma pessoa que tem acesso a um determinado quale e outra que não.

### Refutação do fisicalismo
Jackson argumenta que, se Mary aprende algo novo ao experimentar a cor, o fisicalismo é falso. Especificamente, o argumento do conhecimento é um ataque à alegação fisicalista sobre a exaustividade das explicações físicas dos estados mentais. Mary pode saber tudo sobre a ciência da percepção das cores, mas pode ela saber como é a experiência do vermelho se nunca o viu? Jackson afirma que, sim, ela aprendeu algo novo, através da experiência, e, portanto, o fisicalismo é falso: 
Parece óbvio que ela aprenderá algo sobre o mundo e nossa experiência visual. Mas então é inevitável que seu conhecimento anterior estivesse incompleto. Mas ela tinha toda a informação física. Logo, há mais a ter do que isso, e o fisicalismo é falso.

### Epifenomenalismo
Jackson acreditava na completude explanatória da fisiologia, que todo comportamento é causado por forças físicas de algum tipo. E o experimento mental parece provar a existência de qualia, uma parte não física da mente. Jackson argumentou que, se ambas as teses são verdadeiras, o epifenomenalismo é verdadeiro—a visão de que os estados mentais são causados por estados físicos, mas não têm efeitos causais no mundo físico.
|  | Completude explanatóriada fisiologia | + | qualia (Quarto de Mary) | = | epifenomenalismo |

Assim, na concepção do experimento mental, Jackson era um epifenomenalista.

## Respostas
Foram levantadas objeções que exigiram que o argumento fosse refinado. Os que duvidam citam vários buracos no experimento mental que surgiram através do exame crítico.
Nemirow e Lewis apresentam a "hipótese da habilidade", e Conee defende a "hipótese do conhecimento". Ambas as abordagens tentam demonstrar que Mary não obtém novos conhecimentos, mas, em vez disso, ganha outra coisa. Se ela de fato não obtém novos conhecimentos proposicionais, afirmam, então o que ela ganha pode ser explicado dentro da estrutura fisicalista.

### Desenho do experimento mental
Alguns se opuseram ao argumento de Jackson, alegando que o cenário descrito no experimento mental não é possível. Por exemplo, Evan Thompson questionou a premissa de que Mary, simplesmente por estar confinada a um ambiente monocromático, não teria nenhuma experiência em cores, pois ela poderia ver cores sonhando, após esfregar os olhos ou em pós-imagens da percepção da luz. No entanto, Graham e Horgan sugerem que o experimento mental pode ser refinado para explicar isso: em vez de colocar Mary em uma sala em preto e branco, pode-se estipular que ela não foi capaz de experimentar cores desde o nascimento, mas recebeu essa habilidade por meio de procedimento médico mais tarde na vida. Nida-Rümelin reconhece que se pode questionar se esse cenário seria possível, dada a ciência da visão de cores (embora Graham e Horgan sugiram que seja), mas argumenta que não está claro que isso seja importante para a eficácia do experimento mental, desde que podemos pelo menos conceber o cenário que está ocorrendo.

Também foram levantadas objeções de que, mesmo que o ambiente de Mary fosse construído como descrito no experimento mental, ela não aprenderia algo novo se saísse de seu quarto preto e branco para ver a cor vermelha. Daniel Dennett afirma que, se ela já soubesse realmente "tudo sobre cor", esse conhecimento incluiria necessariamente uma profunda compreensão de por que e como a neurologia humana nos leva a sentir os "qualia" da cor. Além disso, esse conhecimento incluiria a capacidade de diferenciar funcionalmente entre vermelho e outras cores. Mary, portanto, já saberia exatamente o que esperar de se ver vermelho antes de sair da sala. Dennett argumenta que o conhecimento funcional é idêntico à experiência, sem restar nenhum "qualia" inefável. J. Christopher Maloney argumenta da mesma forma: 
 Se, como o argumento permite, Mary entender tudo o que há para saber sobre a natureza física da visão de cores, ela estaria em posição de imaginar como seria a visão de cores. Seria como estar no estado físico Sk, e Mary sabe tudo sobre esses estados físicos. É claro que ela mesma não esteva em Sk, mas isso não impede que ela saiba como seria estar em Sk. Pois ela, ao contrário de nós, pode descrever as relações nominais entre Sk e outros estados da visão cromática... Dê-lhe uma descrição precisa na notação de neurofisiologia de um estado de visão de cores, e ela provavelmente será capaz de imaginar como seria esse estado. 
 Examinando a literatura sobre o argumento de Jackson, Nida-Rümelin identifica, no entanto, que muitos simplesmente duvidam da afirmação de que Mary não obteria novos conhecimentos ao sair da sala, incluindo fisicalistas que não concordam com as conclusões de Jackson. A maioria não pode deixar de admitir que "novas informações ou conhecimentos surgem após o confinamento", o suficiente para que essa visão "mereça ser descrita como a visão fisicalista recebida do Argumento do Conhecimento". Alguns filósofos também se opuseram à primeira premissa de Jackson, argumentando que Mary não podia conhecer todos os fatos físicos sobre a visão de cores antes de sair da sala. Owen Flanagan argumenta que o experimento mental de Jackson "é fácil de derrotar". Ele admite que "Mary sabe tudo sobre a visão de cores que pode ser expressa nos vocabulários de uma física completa, química e neurociência" e depois distingue entre "fisicalismo metafísico" e "fisicalismo linguístico":
 O fisicalismo metafísico simplesmente afirma que o que existe e tudo o que existe é material físico e suas relações. O fisicalismo linguístico é a tese de que tudo o que é físico pode ser expresso ou capturado nas línguas das ciências básicas... O fisicalismo linguístico é mais forte que o fisicalismo metafísico e menos plausível. 
 Flanagan argumenta que, embora Mary tenha todos os fatos expressáveis na "linguagem explicitamente física", só se pode dizer que ela possui todos os fatos se alguém aceitar o fisicalismo linguístico. Um fisicalista metafísico pode simplesmente negar o fisicalismo linguístico e sustentar que o aprendizado de Mary de como é se ver o vermelho, embora não possa ser expresso na linguagem, é, no entanto, um fato sobre o mundo físico, uma vez que o físico é tudo o que existe. Da mesma forma que Flanagan, Torin Alter afirma que Jackson confunde fatos físicos com fatos "discursivamente aprendíveis", sem justificativa: 
 ...alguns fatos sobre experiências conscientes de vários tipos não podem ser aprendidos por meios puramente discursivos. Isso, no entanto, ainda não licencia novas conclusões sobre a natureza das experiências de que trata esses fatos discursivamente desaprendíveis. Em particular, não nos permite inferir que essas experiências não são eventos físicos. 
 Nida-Rümelin argumenta em resposta a tais pontos de vista que é "difícil entender o que é uma propriedade ou fato ser físico, uma vez que abandonamos a suposição de que propriedades físicas e fatos físicos são apenas aquelas propriedades e fatos que podem ser expressos em terminologia física".

### Hipótese da habilidade
Várias objeções a Jackson foram levantadas com o argumento de que Mary não adquire novos conhecimentos factuais quando sai da sala, mas sim uma nova habilidade. Nemirow afirma que "saber como é uma experiência é o mesmo que saber imaginar a experiência". Ele argumenta que Mary só obteve a habilidade de fazer algo, não o conhecimento de algo novo. Lewis apresentou um argumento semelhante, alegando que Mary ganhou a habilidade de "lembrar, imaginar e reconhecer". Na resposta ao argumento de conhecimento de Jackson, os dois concordam que Mary faz uma descoberta genuína quando vê vermelho pela primeira vez, mas nega que sua descoberta envolva conhecer alguns fatos dos quais ela ainda não tinha conhecimento antes de sua libertação. Portanto, o que ela obteve é uma descoberta de novas habilidades, em vez de novos fatos; sua descoberta de como é experimentar cores consiste meramente em adquirir novas habilidades de como fazer certas coisas, mas não em adquirir novos conhecimentos factuais. À luz de tais considerações, Churchland distingue entre dois sentidos do saber, "saber como" e "saber aquilo", em que saber como se refere às habilidades e saber aquilo se refere ao conhecimento dos fatos. Ele pretende reforçar essa linha de objeção apelando para os diferentes locais em que cada tipo de conhecimento é representado no cérebro, argumentando que existe uma verdadeira distinção demonstrativa e física entre eles. Ao distinguir que Mary não aprende novos fatos, simplesmente habilidades, ajuda a negar o problema colocado pelo experimento mental do ponto de vista fisicalista.
Em resposta, Levin argumenta que, de fato, uma nova experiência em cores produz novos conhecimentos factuais, como "informações sobre as semelhanças e compatibilidades da cor com outras cores e seu efeito em outros estados mentais". Tye contrapõe que Mary poderia ter (e teria, dadas as estipulações do experimento mental) aprendido todos esses fatos antes de sair da sala, sem precisar experienciar a cor em primeira mão. Por exemplo, Mary poderia saber que "o vermelho é mais parecido com o laranja do que o verde" sem experimentar as cores em questão.
Earl Conee afirma que ter a habilidade de imaginar ver uma cor não é necessário nem suficiente para saber como é ver essa cor, o que significa que a hipótese da habilidade não captura a natureza do novo conhecimento que Mary adquire ao sair da sala. Para mostrar que essa habilidade não é necessária, Conee cita o exemplo de alguém capaz de ver cores quando as olha, mas que não tem a capacidade de imaginar cores quando não as vê (alguma forma de afantasia). Ele argumenta que, enquanto olhava para algo que parece vermelho para ela, ela teria conhecimento de como é ver vermelho, apesar de não ter a capacidade de imaginar como é. Para mostrar com precisão que as habilidades imaginativas não são suficientes para o saber como é, Conee apresenta o seguinte exemplo: Martha, "que é altamente hábil em visualizar um tom intermediário que ela não experimentou entre pares de tons que experimentou...acontece de não ter familiaridade com a tonalidade conhecida como vermelho cereja". Martha foi informada de que o vermelho cereja está exatamente no meio do caminho entre o vermelho bordô e o vermelho fogo (ela experimentou esses dois tons de vermelho, mas não o cereja). Com isso, Martha tem a habilidade de imaginar vermelho cereja, se assim o desejar, mas desde que ela não exerça essa habilidade, de imaginar vermelho cereja, ela não sabe como é ver vermelho cereja.
Pode-se aceitar os argumentos de Conee de que a habilidade imaginativa não é necessária nem suficiente para saber como é ver uma cor, mas preservar uma versão da hipótese da habilidade que emprega uma habilidade diferente da imaginação. Por exemplo, Gertler discute a opção de que o que Mary ganha não é uma habilidade de imaginar cores, mas uma habilidade de reconhecer cores por sua qualidade fenomenal.

### Hipótese do conhecimento
Devido à sua insatisfação com a hipótese da habilidade, Earl Conee apresenta outra variante. A hipótese do conhecimento de Conee identifica uma terceira categoria de conhecimento, "conhecimento por familiarização de uma experiência", que não é redutível ao conhecimento factual nem ao saber fazer. Ele argumenta que o conhecimento que Mary realmente adquire após a liberação é um conhecimento de familiaridade. Conhecer uma experiência por familiarização "exige que a pessoa esteja familiarizada com a entidade conhecida da maneira mais direta possível, para que uma pessoa esteja ciente dessa coisa". Como "experimentar uma qualidade é a maneira mais direta de apreendê-la", Mary ganha familiaridade com os qualia de cor após sua soltura. Conee, assim, defende-se do argumento do conhecimento desse jeito:
1. Qualia são propriedades físicas das experiências (e experiências são processos físicos). Seja Q essa propriedade.
2. Mary pode saber tudo sobre Q e ela pode saber que uma determinada experiência tem Q antes de sua soltura, embora - antes da liberação - ela não esteja familiarizada com Q.
3. Após a liberação, Mary se familiariza com Q, mas ela não adquire nenhum novo item de conhecimento proposicional ao se familiarizar com Q (em particular, ela já sabia em que condições os observadores normais têm experiências com a propriedade Q).[3]

Tye também defende uma versão da hipótese de conhecimento que ele compara à de Conee, embora esclareça que o conhecimento de uma cor não deve ser equiparado à aplicação de um conceito à experiência de cores de alguém.
No relato de Conee, pode-se conhecer (familiarizar-se com) uma qualidade fenomenal apenas em se experienciando-a, mas não em se conhecendo fatos sobre ela como Mary fez. Isso é diferente de outros objetos físicos do conhecimento: é possível conhecer uma cidade, por exemplo, simplesmente conhecendo fatos sobre ela. Gertler usa essa disparidade para se opor ao relato de Conee: um dualista que postula a existência de qualia tem uma maneira de explicá-la, fazendo referência a qualia como entidades diferentes dos objetos físicos; embora Conee descreva a disparidade, Gertler argumenta que seu relato fisicalista não faz nada para explicá-la.

### A base neural dos qualia
V. S. Ramachandran e Edward Hubbard, do Centro de Cérebro e Cognição da UCSD, argumentam que Mary pode fazer uma de três coisas ao ver uma maçã vermelha pela primeira vez:
1. Mary diz que não vê nada além de cinza.
2. Ela tem uma reação de "Uau!" ao experimentar subjetivamente a cor pela primeira vez.
3. Ela experimenta uma forma de visão cega da cor, na qual ela relata não ter visto diferença entre uma maçã vermelha e uma maçã pintada de cinza, mas, quando solicitada a apontar para a maçã vermelha, ela o faz corretamente.

Eles explicam além: "Qual desses três resultados possíveis realmente ocorrerá? Acreditamos que aprendemos a resposta de um sujeito sinestésico daltônico. Assim como a Mary teórica, nosso voluntário sinestésico daltônico não consegue ver certos tons, por causa de receptores de cores deficientes. No entanto, quando ele olha para os números, sua sinestesia permite que ele experiencie cores em sua mente que ele nunca viu no mundo real. Ele chama essas de "cores marcianas". O fato de as células coloridas (e as cores correspondentes) poderem ser ativadas em seu cérebro nos ajuda a responder à pergunta filosófica: sugerimos que a mesma coisa acontecerá com Mary."
A contribuição de Ramachandran e Hubbard é em termos de explorar "a base neural dos qualia" usando "diferenças estáveis e preexistentes nas experiências conscientes de pessoas que sofrem sinestesia em comparação com aquelas que não sofrem", mas observam que "isso ainda não explica por que esses eventos particulares são carregados de qualia e outros não ('problema difícil' de Chalmers), mas pelo menos restringe o escopo do problema" (p. 25).

### Respostas dualistas
O argumento de Jackson pretende apoiar o dualismo, a visão de que pelo menos alguns aspectos da mente não são físicos. Nida-Rümelin afirma que, como o dualismo é relativamente impopular entre os filósofos contemporâneos, não há muitos exemplos de respostas dualistas ao argumento do conhecimento; no entanto, ela ressalta que existem alguns exemplos proeminentes de dualistas que respondem ao argumento do conhecimento que devem ser observados.
O próprio Jackson passou a rejeitar o epifenomenalismo e o dualismo por completo. Ele argumenta que, devido a Mary, quando vê pela primeira vez o vermelho, dizer "uau", devem ser os qualia de Mary que a fazem dizer "uau". Isso contradiz o epifenomenalismo porque envolve um estado consciente causando um comportamento manifesto da fala. Como o experimento mental do quarto de Mary parece criar essa contradição, deve haver algo errado com ele. Jackson agora acredita que a abordagem fisicalista (de uma perspectiva do realismo indireto) fornece a melhor explicação. Em contraste com o epifenomenalismo, Jackson diz que a experiência do vermelho está inteiramente contida no cérebro, e a experiência imediatamente causa outras alterações no cérebro (por exemplo, criar memórias). Isso é mais consiliente com o entendimento da neurociência da visão de cores. Jackson sugere que Mary está simplesmente descobrindo uma nova maneira de seu cérebro representar qualidades que existem no mundo. Em argumento semelhante, o filósofo Philip Pettit compara o caso de Mary a pacientes que sofrem de acinetopsia, a incapacidade de perceber o movimento dos objetos. Se alguém fosse criado em uma sala estroboscópica e subsequentemente "curado" da acinetopsia, não ficaria surpreso ao descobrir novos fatos sobre o mundo (eles sabem, de fato, que os objetos se movem). Em vez disso, a surpresa deles viria do cérebro deles, agora permitindo que eles vissem esse movimento.
Apesar da falta de respostas dualistas em geral e da própria mudança de visão de Jackson, há casos mais recentes de dualistas proeminentes defendendo o Argumento do Conhecimento. David Chalmers, um dos dualistas contemporâneos mais proeminentes, considera que o experimento mental de Jackson mostra com sucesso que o materialismo é falso. Chalmers considera as respostas na linha da objeção da "hipótese da habilidade" (descrita acima) como as objeções mais promissoras, mas sem êxito: mesmo que Mary ganhe uma nova habilidade de imaginar ou reconhecer cores, ela também necessariamente obteria conhecimento factual sobre as cores que ela agora vê, como o fato de como a experiência de ver o vermelho se relacionar com os estados físicos do cérebro subjacentes. Ele também aborda argumentos de que o conhecimento sobre como é ver vermelho e os mecanismos físicos subjacentes são, na verdade, conhecimento do mesmo fato, apenas sob um "modo de apresentação" diferente, o que significa que Mary realmente não adquiriu novos conhecimentos factuais. Chalmers os rejeita, argumentando que Mary ainda necessariamente ganha um novo conhecimento factual sobre como a experiência e os processos físicos se relacionam, ou seja, um fato sobre exatamente que tipo de experiência é causada por esses processos. Nida-Rümelin defende uma visão complexa, embora semelhante, envolvendo propriedades da experiência que ela chama de "propriedades fenomênicas".